# Ga Tam Quan
Ga Tam Quan là một nhà ga xe lửa tại phường Tam Quan, tỉnh Gia Lai. Nhà ga là một điểm trên tuyến đường sắt Bắc Nam tiếp nối sau ga Sa Huỳnh (tỉnh Quảng Ngãi) và trước ga Bồng Sơn. Lý trình ga: Km 1004 + 270.